# Иванчин-Писарев, Николай Дмитриевич
Никола́й Дми́триевич Ива́нчин-Пи́сарев (1790, Москва — 24 января 1849, село Рудины Серпуховского уезда) — русский писатель, поэт. Почитатель Карамзина.

## Биография
Николай Иванчин-Писарев родился в городе Москве в 1790 году; происходил из старинного дворянского рода. Родители - подпоручик Дмитрий Петрович Иванчин-Писарев и Александра Яковлевна , урожденная Пашкова. Детство провел в зажиточной, патриархальной и благочестивой семье; получил очень хорошее домашнее образование, под руководством воспитателей-иностранцев.
Служил некоторое время в гражданской службе цензором при московском почтамте. Хорошо знал французский, немецкий и итальянский языки и рано почувствовал наклонность к занятиям литературой и историей. В юности любимыми его писателями были — Клейст, Галлер и Гердер, а из русских — Карамзин, Дмитриев и Жуковский. Под влиянием элегии последнего «Сельское кладбище» стал писать стихи и первые его опыты появились в журнале «Аглая» в 1809 году. 
Впоследствии Дмитриев, Мерзляков, Каченовский и В. Измайлов приняли молодого автора под своё покровительство, а приятель его, А. О. Таушев, сам занимавшийся литературой, был его постоянным советником и цензором его стихотворных опытов. 
Составил богатую картинную галерею. По литературному направлению примыкал к «Москвитянину». Его стихотворения печатались в «Вестнике Европы»; отдельно опубликованы: «Сочинения и переводы в стихах» (М., 1819); «Новейшие стихотворения» (М., 1828); «Чем богат, тем и рад» (М., 1832).
Прозаические статьи по искусству и истории в «Москвитянине», «Северной Пчеле», «Атенее» и других изданиях. Отдельно вышли: «Отечественная галерея, с прибавлением некоторых других сочинений» (М., 1832); «Взгляд на старинную русскую поэзию» (М., 1837), «Дух Карамзина или избранные мысли и чувствования сего писателя» (М., 1827). 
Отдельно также вышли несколько исторических описаний московских окрестностей, в частности: «Прогулка по древнему Коломенскому уезду».  М., 1844 год.
Супруга - Наталья Сергеевна Иванова (31.07.1815-?), дочь главного штабс-лекаря Московского военного госпиталя, надворного советника Сергея Петровича Иванова.
Николай Дмитриевич Иванчин-Писарев умер от чахотки 24 января 1849 года в своем поместье в селе Рудинах Серпуховского уезда.